# Fuling Xiaotianxi Grab Nr. 1
Fuling Xiaotianxi Grab Nr. 1 (chinesisch 涪陵小田溪一号墓, Pinyin Fúlíng Xiǎotiánxī yīhào mù) ist ein Grab aus der Zeit ca. 300 v. Chr. der Zeit der Streitenden Reiche in Xiaotianxi, Großgemeinde Baitao (白涛镇), Stadtbezirk Fuling, Chongqing. Es wurde 1972 entdeckt. Es ist für seine aus der Ba-Kultur stammenden Bronzen berühmt.
Ein bedeutender Fund ist das aus vierzehn Niu-Glocken (纽钟,  niuzhong) bestehende Glockenspiel (bianzhong), das sich heute in der Sammlung des Provinzmuseums Sichuan befindet.